# Ignasi Galí Ramoneda
Ignasi Galí Ramoneda   (Terrassa, 27 de novembre de 1735 - El Escorial, 19 d'octubre de 1781) va ser compositor, organista i violinista. Va prendre l'hàbit de Sant Jeroni l'any 1756 i des de llavors fou conegut com a frare Ignasi Ramoneda. Va ser nomenat corrector de cant, ofici que va mantindre fins al dia de la seva mort. Va escriure "l'índex de l'insigne llibreria del cor", en el que es descriuen tots els llibres i la seva història. També va escriure el tractat "Art del cant pla en compendi breu i mètode molt fàcil perquè els particulars que hagin de saber-lo l'adquireixin amb brevetat i poc treball per la intel·ligència i destresa convenient" (Madrid, 1778) on dona una sèrie de consells pràctics per la bona execució del cant pla. A l'Escorial s'hi conserven varies composicions seves juntament amb un quadern amb peces inacabades.

## Obres
- Benedictus, 4V
- Cinc responsoris de tenebres, 4V
- De lamentatione, 8V
- Jod Manum Suam, 2V
- Magnificat, 4V
- Misere, 4V
- Stabat mater, 4V
- Veni creator spiritus, 8V[2]